# المنظمة الإقليمية اليهودية

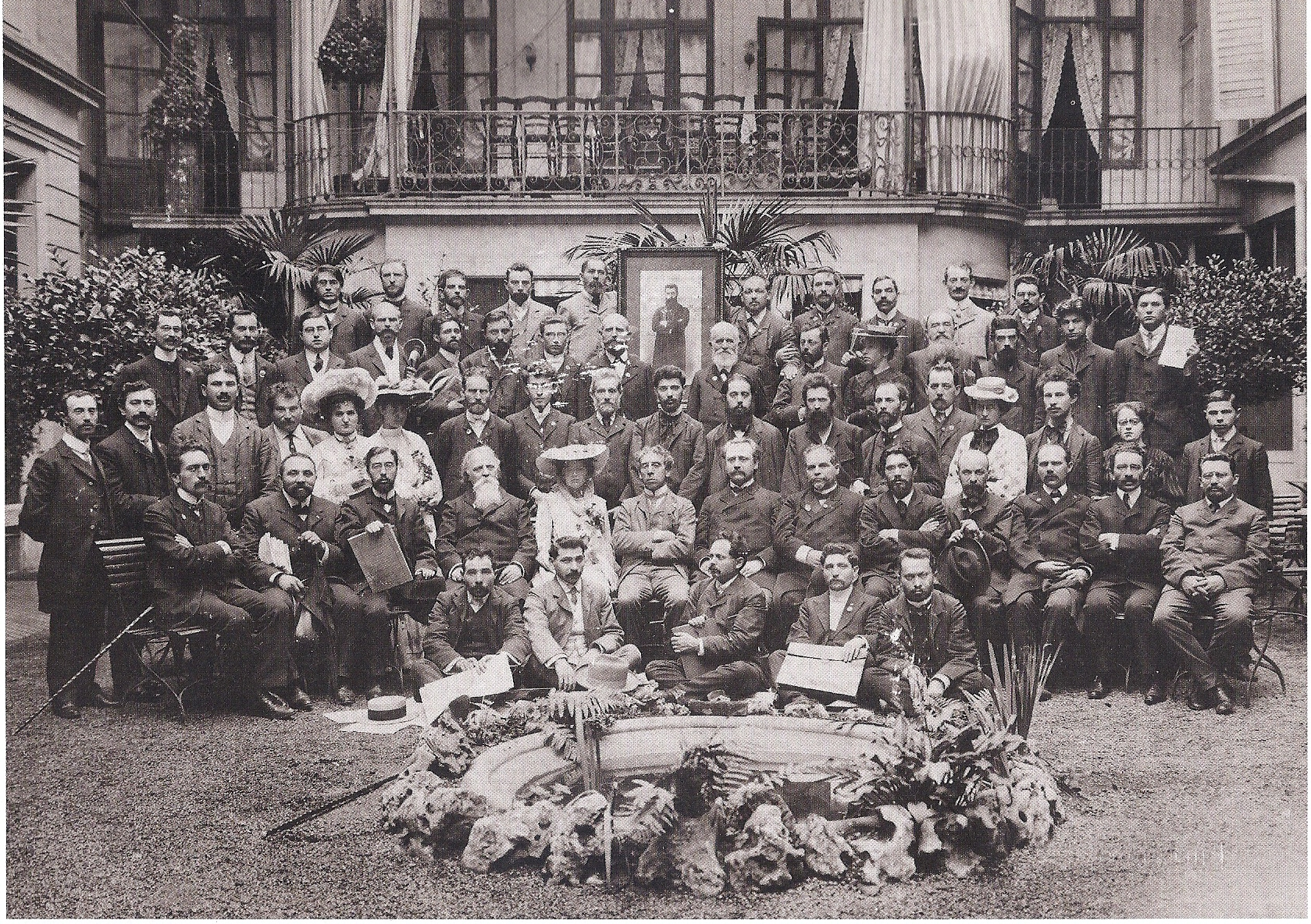

كانت المنظمة الإقليمية اليهودية (بالإنجليزية: Jewish Territorialist Organization)‏ اختصارًا ITO، حركة يهودية سياسية نشأت لأول مرة في عام 1903 في استجابة لعرض أوغندا البريطانية، وتم إضفاء الطابع المؤسسي عليها عام 1905. كان هدفها الرئيسي البحث عن أرض أخرى بدلاً من فلسطين، والتي كانت مفضلة لدى الحركة الصهيونية، من أجل إنشاء وطن قومي يهودي.

## خلفية
أول مثال على ما يمكن أن يطلق عليه النزعة الإقليمية، وإن كان هذا المصطلح لم يكن موجودا بعد، سبق الصهيونية كثيرًا. وفي عام 1825، حاول مردخاي مانويل نوح، وهو أول يهودي مولود في الولايات المتحدة من أجل الوصول إلى مكانة بارزة على الصعيد الوطني، إيجاد "مأوى" يهودي في الجزيرة الكبيرة في نهر نياغارا، سيدعى "أرارات، "على اسم الجبل أرارات، مكان الاستراحة التوراتي لسفينة نوح. واشترى أرضا في الجزيرة الكبيرة – ثم على حدود مستوطنة بيضاء – بمبلغ 4.38 دولارا للفدان، من أجل بناء ملجأ لليهود من جميع الأمم. وقد جلب معه حجر زاوية الذي كان نصه "أرارات مدينة المأوى لليهود، التي أسسها مردخاي م. نوح في شهر تشرين، 5586 (سبتمبر، 1825) وفي السنة الخمسون من الاستقلال الأمريكي. ومع ذلك، أخفقت الخطّة في جذب زملاء نوح من اليهود. بدأت وانتهت بالوضع الرسمي لحجر الزاوية هذا.
استهدفت جمعية الاستعمار اليهودي، التي أنشأها في عام 1891 بارون موريس دي هيرش، هو تيسير الهجرة الجماعية لليهود من الإمبراطورية الروسية وغيرها من بلدان أوروبا الشرقية، وذلك بتوطينهم في مستعمرات زراعية على الأراضي التي اشترتها اللجنة، لا سيما في أمريكا الشمالية وأمريكا الجنوبية (لا سيما الأرجنتين).
قبل 1905 أخذ بعض الزعماء الصهاينة بجدية الاقتراحات للأوطان اليهودية في الأماكن غير أرض إسرائيل. وأعرب تيودور هرتزل عن أمله في إقامة وطن يهودي في أرض إسرائيل، لكنه أقر بأن الأحداث العالمية تتطلب حلا فوريا للمشكلة اليهودية، في روسيا على الأقل، حتى وإن كان ذلك الحل يتطلب توطين اللاجئين اليهود خارج أرض إسرائيل. وحاجج كتاب تيودور هرتزل دولة اليهود عن دولة يهودية في إما فلسطين «وطننا التاريخي الذي لا يمكن نسيانه»، أو الأرجنتين، «إحدى أكثر البلدان الخصبة في العالم». كانت العديد من الجماعات الصهيونية الاشتراكية ذات نزعة إقليمية أكثر من كونها صهيونية، مثل حزب العمال الاشتراكي الصهيوني التابع لنحمان سيركين.
منذ وقت مكبر يرجع إلى عام 1902، أثبتت مفاوضات هرتزل مع الإمبراطورية العثمانية من أجل وطن يهودي في فلسطين أنها لا طائل من ورائها وأن حلم صهيون بعيد المنال بحيث قرر الاتصال بالبريطانيين بشأن إنشاء مستعمرة يهودية في أفريقيا. وفي أبريل 1903، بدا أن جهوده في لندن تؤتي ثمارها. رداً على فظائع كيشينيف، اقترح وزير مستعمرات إنجلترا جوزيف تشامبرلين إنشاء منطقة شبه متمتعة بالحكم الذاتي على هضبة يوسين غيشو في شرق أفريقيا من أجل الاستيطان اليهودي. عندما كشف هيرتزل عرض تشامبرلين إلى المؤتمر الصهيوني السادس في أغسطس 1903، إسرائيل زانغويل تكلم لمصلحة الاقتراح. وفي الكلمة التي ألقاها أمام المؤتمر، أوضح أنه على الرغم من أنه لا يرى شرق أفريقيا بأنها الإتمام النهائي للقضية الصهيونية، فإنه يعتقد أنها أثبتت أنها حل مفيد بشكل خاص، ومؤقت (إن كان لا يزال طويل الأجل إلى حد ما) للمشكلة اليهودية في روسيا.
في عام 1903 اقترح الوزراء البريطانيون برنامج أوغندا البريطانية، وهو أرض لدولة يهودية في «أوغندا» (في الحقيقة في كينيا الحديثة). وقد رفض هرتزل هذه الفكرة في بادئ الأمر، وفضل فلسطين، ولكن بعد مذبحة كيشينيف في أبريل 1903، قدم هرتزل إلى المؤتمر الصهيوني السادس اقتراحاً مثيراً للجدل بالتحقيق في هذا العرض كتدبير مؤقت لليهود الروس المعرضين للخطر. على الرغم من طبيعة هذا الاقتراح الطارئة والمؤقتة، فإنه ثبت أنه مثير للخلاف الشديد، كما أن معارضة واسعة النطاق للخطة برهن عليها بقيادة الوفد اليهودي الروسي إلى المؤتمر. يعتقد عدد قليل من المؤرخين أنه كان يمكن لمخطط الاستيطان هذا أن تجتذب المهاجرين، أو الدعم المالي اليهودي، أو الدعم السياسي الدولي. بما أنه كان هناك دعم قوي من طرف بعض أعضاء القيادة الصهيونية، فقد ظل السلام في الحركة بفضل المناورة البرلمانية الأصيلة للتصويت لإنشاء لجنة للتحقيق في هذه الإمكانية، التي لم ترفض حتى المؤتمر الصهيوني السابع في عام 1905.